# Катыревы-Ростовские
Катыревы-Ростовские — угасший русский княжеский род, Рюриковичи, отрасль Ростовских князей.
Род князей Катыревых (иногда Котыревы) внесён в Бархатную книгу.
Родоначальник — князь Иван Андреевич, прозванный Катырем, правнук владетельного князя Ростовского Андрея Александровича, боярин (1532), костромской наместник (ум. 1543).
«Княжеский список» Ростовских князей в Дворовой тетради возглавляли именно князья Катыревы, являющиеся «старшей ветвью», а после них шли Хохолковы, Яновы, Темкины, а последними были записаны Бахтеяровы, Гвоздевы и Приимковы, являющиеся их однородцами. Порядок записи в Дворовую тетрадь не был случайным и соответствовал тому значению при Государевом дворе, которое имели представители разных ветвей князей Ростовских.

## Родословная
- Хохолков-Ростовский, Иван Андреевич Катырь (?—1543) — боярин, костромской наместник, родоначальник Катыревых-Ростовских
  - Катырев-Ростовский, Пётр Иванович — воевода
    - Катырев-Ростовский, Михаил Петрович (?—1606) — боярин, первый воевода Большого полка
      - Катырев-Ростовский, Иван Михайлович (?—1641) — воевода и первый судья Владимирского приказа, на нём пресёкся род Катыревых-Ростовских

  - Катырев-Ростовский, Андрей Иванович (?—1567) — боярин и воевода, обвинён в участии в заговоре и казнён Иваном IV, упомянут в синодике опальных